# Trätö
Trätö är en ö i Åland (Finland). Den ligger i Skärgårdshavet och i kommunen Vårdö i landskapet Åland, i den sydvästra delen av landet. Ön ligger omkring 40 kilometer nordöst om Mariehamn och omkring 260 kilometer väster om Helsingfors.
Öns area är 56,8 hektar och dess största längd är 1,2 kilometer i nord-sydlig riktning. Ön höjer sig omkring 10 meter över havsytan.

## Klimat
Klimatet i området är tempererat. Årsmedeltemperaturen i trakten är 5 °C. Den varmaste månaden är augusti, då medeltemperaturen är 16 °C, och den kallaste är februari, med −2 °C.